# Pitcairnia ferreyrae
Pitcairnia ferreyrae är en gräsväxtart som beskrevs av Lyman Bradford Smith. Pitcairnia ferreyrae ingår i släktet Pitcairnia och familjen Bromeliaceae. Inga underarter finns listade i Catalogue of Life.